# United States Army Field Manual
Die United States Army Field Manuals (FM) bezeichnen verbindliche Vorschriften bzw. Feldhandbücher der US Army, die u. a. zur Organisation, Struktur, Taktik im Gefecht, Waffenkunde und -handhabung dienen. Parallel zu den Field Manuals wird die Reihe der United States Army Technical Manual (TM) mit Schwerpunkt auf technische Belange geführt. Diese Dokumentation bilden damit ein Pendant zur ehemaligen Zentralen Dienstvorschrift der Bundeswehr die am 9. September 2020 in „Allgemeine Regelung“ überführt wurde und zu früheren Dokumenten, die als Heeresdienstvorschriften (HDv) und Technischen Dienstvorschriften (TDv) bekannt waren.

## Vorgeschichte
Aufzeichnungen zu militärisch operativen Handlungsweisen zur Kriegskunst sowie zur Beschaffung und Behandlung von Wehrmaterial und Wehrtechnik sind vielfach aus der Geschichte bekannt, wobei das Wissen um die militärtheoretisch orientierten Werke wie Die Kunst des Krieges von Sunzi, Bellifortis von Konrad Kyeser, sowie die Werke von Niccolò Machiavelli oder Carl von Clausewitz weiter verbreitet ist. Praktisch orientierte Ausbildungsanweisungen aus dem Mittelalter sind mit Werken zu Fechtbüchern bekannt. Seit Flavius Vegetius Renatus mit seiner Epitoma rei militaris und Johann Jacobi von Wallhausen sowie weiteren Militärwissenschaftlern wie Bernhard von Poten wurden zunehmend detaillierte Werke zu allen Belangen des Militärwesens verfasst, wobei die neuesten Entwicklungen der kriegstechnischen Möglichkeiten meist berücksichtigt wurden.

## Entwicklung der Vorschriften bei der US-Army
Mit der Aufstellung der Uniformed Services of the United States im Jahre 1775 entstand auch der Bedarf nach geordneten Dokumentationen für die neuen Streitkräfte der Vereinigten Staaten von Nordamerika. Die ersten Vorschriften für die frühen nordamerikanischen Streitkräfte wurden noch von der British Army aus dem Jahre 1792 übernommen. General Silas Casey schrieb drei Handbücher über die Taktik der Infanterie, die 1862 veröffentlicht wurden. Der US-Präsident Abraham Lincoln hatte zum Beginn des Amerikanischen Bürgerkrieges Francis Lieber beauftragt, eine Arbeit über Leitlinien zum Kampf gegen reguläre Einheiten und zum Kampf gegen Partisanen zu verfassen. Diese Arbeit, der Lieber Code, die von Lincoln im Jahre 1863 als General Orders Nr. 100 erlassen wurde, gilt als erstes Field Manual der US-Streitkräfte.
Die Schrift von Lieber beeinflusste die Haager Friedenskonferenzen von 1899 und 1907 und kann auch als Vorläufer der Genfer Konvention gelten. Die Vorschriften der US-Streitkräfte im Zeitraum von 1900 bis 1913 umfassten schon spezielle Beschreibungen für die Organisation und den Einsatz von Waffengattungen wie der Artillerie oder des Pionier-Corps. Als allgemeine Vorschrift zum Auftreten und Verhalten von Armeeangehörigen in der Öffentlichkeit, von Tischmanieren bis zum Umgang mit Zivilpersonen wurde 1949 das Dokument PAM 21-41 Personal Conduct For The Soldier herausgegeben. Nachfolgend ein Überblick der Dokumentationsbereiche, die sich bei der US-Army seither entwickelt haben:
| Publication types | Publication types                        |
| ----------------- | ---------------------------------------- |
| ADP               | Army Doctrine Publications               |
| ADRP              | Army Doctrine Reference Publications     |
| ATP               | Army Techniques Publications             |
| ATTP              | Army Tactics, Techniques, and Procedures |
| CTA               | Common Table Of Allowances               |

| Publication types | Publication types                |
| ----------------- | -------------------------------- |
| FM                | Field Manual                     |
| GTA               | Graphic Training Aids            |
| LO                | Lubrication Order                |
| OFS               | Officer Foundation Standards     |
| SMCT              | Soldier’s Manual Of Common Tasks |

| Publication types | Publication types                    |
| ----------------- | ------------------------------------ |
| SM-TG             | Soldier’s Manual And Trainer’s Guide |
| STP               | Soldier Training Publication         |
| TC                | Training Circular                    |
| TM                | Technical Manuals                    |
| PB                | Professional_Bulletins               |

## United States Army Field Manuals
Die Feldhandbücher (manuals) ab 1920 beschrieben immer komplexere militärische Aufgabenstellungen. Aber auch detaillierte Darstellungen von Waffen, ihrer Handhabung und deren Einsatz werden veröffentlicht. Im Zeitraum von 1954 bis 1962 wurden die Vorschriften in ihrer Widerspiegelung der militärischen Weiterentwicklung detaillierter und umfassender.

Organisationsstruktur aus FM 31-15.
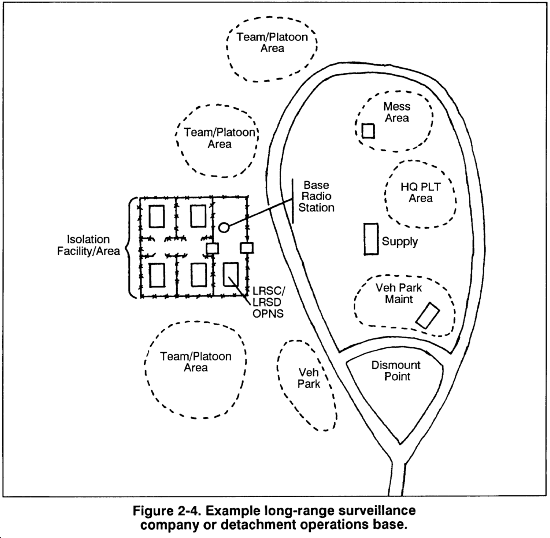
Lagerorganisation als Beispielskizze aus FM 79-3
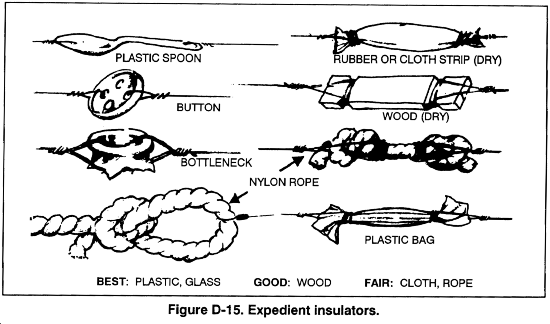
Knotentechnik für isolierte Antennenanschlüsse aus FM 7-93
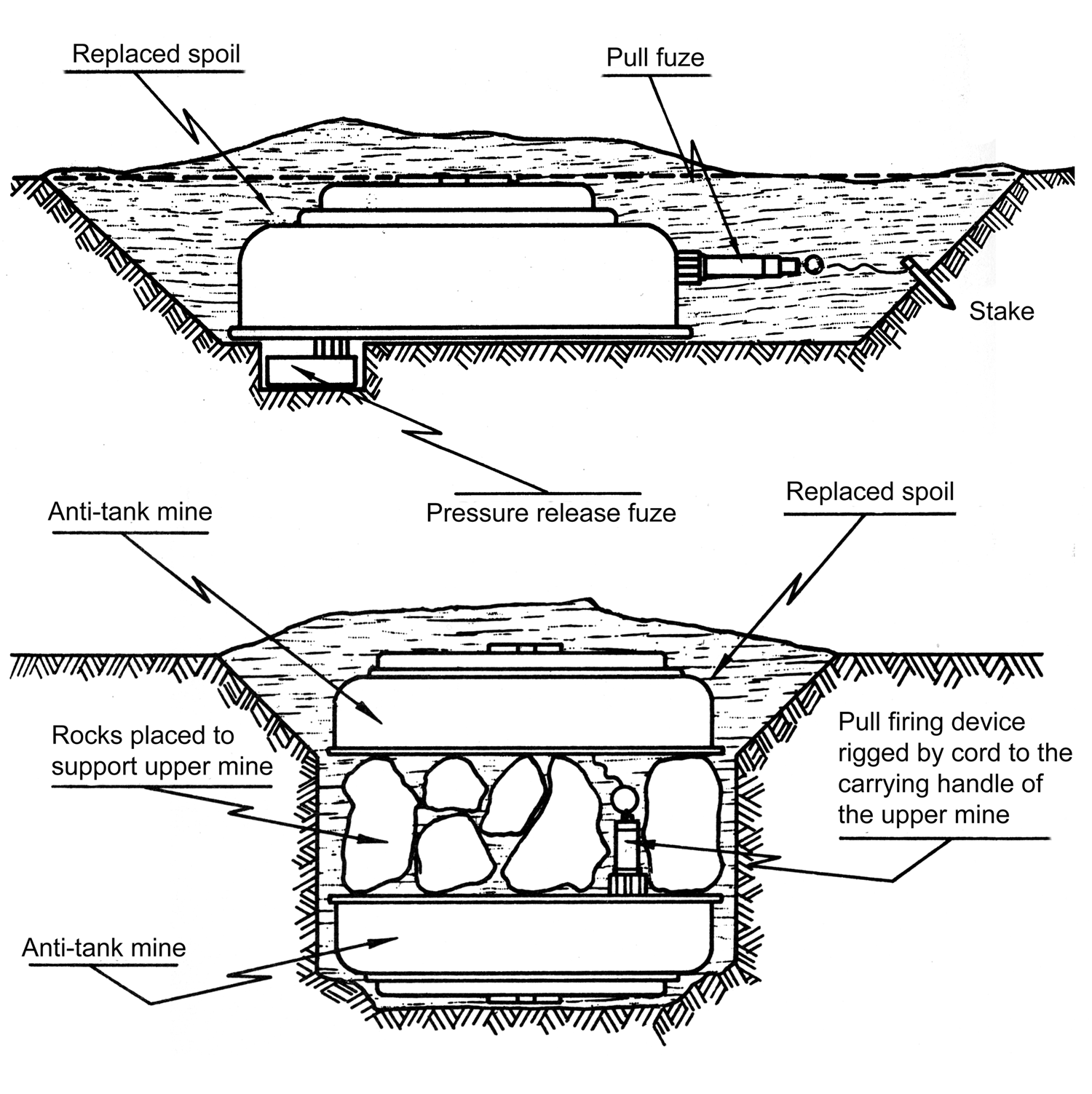
Erklärung zu Sprengfallen bei Landminen aus FM 20-32

### Nummernkreise der Field Manuals
Die Nummernkreise der United States Army Field Manuals (FM) sind aufsteigend organisiert. Die nachfolgende Tabelle gibt einen Überblick zu der Nomenklatur dieser Dokumente in englischer Sprache: 
| Old Series | New Series Number | Series Title                               | Old Series | New Series Number | Series Title                           |
| ---------- | ----------------- | ------------------------------------------ | ---------- | ----------------- | -------------------------------------- |
| 1          | 3-04/3            | Aviation                                   | 38         | 4                 | Logistics Management                   |
| 3          | 3-11/3            | Chemical (NBC)                             | 39         | 3/7               | Special Weapons Operations             |
| 5          | 3-34/3/4-04       | Engineer                                   | 40         | 3-14              | Space                                  |
| 6          | 3-09/3            | Field Artillery                            | 41         | 3-57              | Civil Affairs                          |
| 7          | 3-21/3            | Infantry                                   | 42         | 4                 | Supply                                 |
| 8          | 4-02/4            | Medical                                    | 43         | 4                 | Maintenance                            |
| 9          | 4                 | Ordnance                                   | 44         | 3-01/3            | Air Defense Artillery                  |
| 10         | 4                 | Quartermaster                              | 46         | 3-61              | Public Information                     |
| 11         | 6                 | Signal                                     | 50         | 7                 | Common Items of Nonexpendable Materiel |
| 12         | 1                 | Adjutant General                           | 51         | 3-93/3            | Army Service Comp. Cmd.                |
| 14         | 1-06              | Finance                                    | 52         | 3-92/3            | Corps Operations                       |
| 16         | 1-05              | Chaplain                                   | 54         | 4                 | Logistics Organizations and Operations |
| 17         | 3-20/3            | Armor                                      | 55         | 4-01/4            | Transportation                         |
| 18         | 3                 | Management Information Systems             | 57         | 3                 | Airborne                               |
| 19         | 3-19/3            | Military Police                            | 60         | 3                 | Explosive Ordnance Disposal Procedures |
| 20         | 3/7               | General                                    | 61         | 3-91/3            | Division Operations                    |
| 21         | 3                 | Individual Soldier                         | 63         | 4                 | Combat Service Support                 |
| 22         | 3/7               | Leadership, Courtesy, and Drill            | 67         | 3                 | Airmobile                              |
| 23         | 3/7               | Weapons                                    | 70         | 7                 | Research, Development, and Acquisition |
| 24         | 6                 | Communication Techniques                   | 71         | 3-90/3            | Combined Arms / Tactics                |
| 25         | 7                 | General Management                         | 74         | 7                 | Military Missions                      |
| 26         | 7                 | Organizational Effectiveness               | 75         | 7                 | Military Advisory Groups               |
| 27         | 1-04/1            | Judge Advocate / Military Law              | 77         | 3                 | Separate Light Infantry                |
| 29         | 7                 | Composite Units and Activities             | 90         | 3                 | Combat Operations                      |
| 30         | 2/3               | Military Intelligence                      | 97         | 7                 | Division (Training)                    |
| 31         | 3-05/3            | Special Forces                             | 100        | 3                 | General Operational Doctrine           |
| 32         | 7                 | Security                                   | 101        | 5                 | Planning Staff Officers                |
| 33         | 3-53              | Psychological Operations                   | 105        | 3                 | Maneuver Control                       |
| 34         | 2/3               | Combat Electronic Warfare and Intelligence | 145        | 7                 | Reserve Officers' Training Corps       |
| 36         | 3/4               | Environmental Operations                   | 300        | 7                 | TOE Consolidated Change Tables         |

### Änderungen der Field Manuals und entfallende Vorschriften
Im Rahmen des Änderungsdienstes werden neue Vorschriften veröffentlicht. Frühere Vorschriften und deren Gültigkeit werden dabei ebenfalls behandelt. In obiger Aufstellung fehlt der Bereich FM 2. Dazu wurde im Mai 2004 die FM 2-0 Intelligence veröffentlicht.

## United States Army Technical Manuals
Die Dokumentationen der Reihe United States Army Technical Manual (TM) wurden als spezielle Ausgaben für die Beschreibung und Wartung von technischem Gerät und Material angelegt. Sie entsprechen damit den ehemaligen Technischen Dienstvorschriften (TDv) der Bundeswehr. Umfangreiche Dokumentationen mit Informationen zu technischem Material wurden von der US-Army bereits im 19. Jahrhundert geführt. Besonders in Bereichen der Beschaffung und Logistik für Marine und Artillerie war man früh an Aufzeichnungen mit genauen technischen Details interessiert. Dabei wurden einerseits Informationen aus der Industrie und von ausländischen Entwicklungen notiert und andererseits Anweisungen zur Bedienung und Wartung von technischem Gerät für die eigenen Streitkräfte herausgegeben. Die technischen Dokumentation werden üblicherweise in Bereichen des United States Department of the Army erstellt; frühere Ausgaben sind von unterschiedlichen Bereichen wie zum Beispiel dem Ordnance Corps der US-Army bekannt, welches als War and Ordnance Corps bereits 1775 mit der Beschaffung von Ausrüstung betraut wurde.
- Betriebsanleitung für das Flugzeug Grumman OV-1 in TM 55-1510-213-10.
- Bedienungsanleitung für den Revolver Smith & Wesson Model 10 in TM-9-1005-206-14

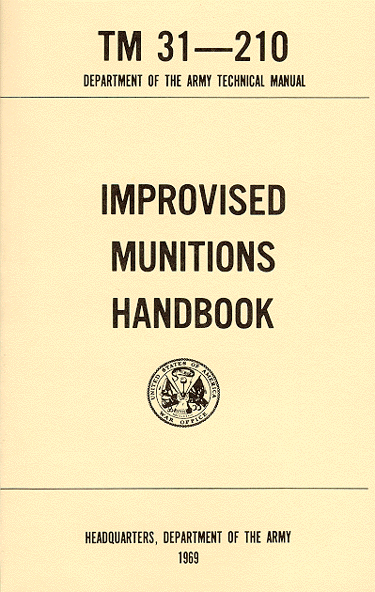
Munitionshandbuch: TM 31-210 Improvised Munitions Handbook.
- Richtlinien für Kindergärten und Spielplätze in TM 5-663

### Nummernkreise der Technical Manuals
Die Nummernkreise der United States Army Technical Manuals (TM) sind aufsteigend organisiert. Die nachfolgende Tabelle gibt einen Überblick zu der Nomenklatur dieser Dokumente in englischer Sprache: 
| Old Series | New Series Number | Series Title                               | Old Series | New Series Number | Series Title                           |
| ---------- | ----------------- | ------------------------------------------ | ---------- | ----------------- | -------------------------------------- |
| 1          | 3-04/3            | Aviation                                   | 38         | 4                 | Logistics Management                   |
| 3          | 3-11/3            | Chemical (NBC)                             | 39         | 3/7               | Special Weapons Operations             |
| 5          | 3-34/3/4-04       | Engineer                                   | 40         | 3-14              | Space                                  |
| 6          | 3-09/3            | Field Artillery                            | 41         | 3-57              | Civil Affairs                          |
| 7          | 3-21/3            | Infantry                                   | 42         | 4                 | Supply                                 |
| 8          | 4-02/4            | Medical                                    | 43         | 4                 | Maintenance                            |
| 9          | 4                 | Ordnance                                   | 44         | 3-01/3            | Air Defense Artillery                  |
| 10         | 4                 | Quartermaster                              | 46         | 3-61              | Public Information                     |
| 11         | 6                 | Signal                                     | 50         | 7                 | Common Items of Nonexpendable Materiel |
| 12         | 1                 | Adjutant General                           | 51         | 3-93/3            | Army Service Comp. Cmd.                |
| 14         | 1-06              | Finance                                    | 52         | 3-92/3            | Corps Operations                       |
| 16         | 1-05              | Chaplain                                   | 54         | 4                 | Logistics Organizations and Operations |
| 17         | 3-20/3            | Armor                                      | 55         | 4-01/4            | Transportation                         |
| 18         | 3                 | Management Information Systems             | 57         | 3                 | Airborne                               |
| 19         | 3-19/3            | Military Police                            | 60         | 3                 | Explosive Ordnance Disposal Procedures |
| 20         | 3/7               | General                                    | 61         | 3-91/3            | Division Operations                    |
| 21         | 3                 | Individual Soldier                         | 63         | 4                 | Combat Service Support                 |
| 22         | 3/7               | Leadership, Courtesy, and Drill            | 67         | 3                 | Airmobile                              |
| 23         | 3/7               | Weapons                                    | 70         | 7                 | Research, Development, and Acquisition |
| 24         | 6                 | Communication Techniques                   | 71         | 3-90/3            | Combined Arms / Tactics                |
| 25         | 7                 | General Management                         | 74         | 7                 | Military Missions                      |
| 26         | 7                 | Organizational Effectiveness               | 75         | 7                 | Military Advisory Groups               |
| 27         | 1-04/1            | Judge Advocate / Military Law              | 77         | 3                 | Separate Light Infantry                |
| 29         | 7                 | Composite Units and Activities             | 90         | 3                 | Combat Operations                      |
| 30         | 2/3               | Military Intelligence                      | 97         | 7                 | Division (Training)                    |
| 31         | 3-05/3            | Special Forces                             | 100        | 3                 | General Operational Doctrine           |
| 32         | 7                 | Security                                   | 101        | 5                 | Planning Staff Officers                |
| 33         | 3-53              | Psychological Operations                   | 105        | 3                 | Maneuver Control                       |
| 34         | 2/3               | Combat Electronic Warfare and Intelligence | 145        | 7                 | Reserve Officers' Training Corps       |
| 36         | 3/4               | Environmental Operations                   | 300        | 7                 | TOE Consolidated Change Tables         |

### Änderungen der Technical Manuals und entfallende Vorschriften
Im Rahmen des Änderungsdienstes werden neue Vorschriften veröffentlicht. Frühere Vorschriften und deren Gültigkeit werden dabei ebenfalls behandelt. Teilweise wurden ehemalige Nummernbereiche wie „TM-2“ (für Kavallerie) fortgelassen oder neu vergeben. Ein Beispiel für eine nicht neu aufgelegte Vorschrift ist die „TM 2-220 The Horseshoer“ (deutsch: "Der Hufbeschläger") von 1941.

## Aktueller Stand
Die Field Manuals werden vom US Army Publishing Directorate veröffentlicht. Fast alle aktuellen Ausgaben sind öffentlich zugänglich. Heute als historisch geltende Manuals sind kommerziell oder Open Source über Archiv-Server wie Archive.org zugänglich. Die Werke gelten in den Vereinigten Staaten als gemeinfrei, da sie von Mitarbeitern der US-amerikanischen Bundesregierung oder einem ihrer Organe in Ausübung ihrer dienstlichen Pflichten erstellt wurden und deshalb nach Titel 17, Kapitel 1, Sektion 105 des US Code ein Werk der Regierung der Vereinigten Staaten von Amerika sind.
Field Manuals, die nicht zugänglich sind oder wieder als Verschlusssache deklariert wurden, behandeln Fragestellungen, die der militärischen Geheimhaltung unterliegen oder zukünftig der Geheimhaltung unterliegen könnten. Ein Beispiel dafür ist das FM 34-52, welches sich mit den Verhörmethoden von Gefangenen befasst. Auch das Manual FM 5-31, welches die Herstellung von Sprengfallen und versteckten Ladungen (Boobytraps) behandelt, ist nicht mehr öffentlich zugänglich.
Ein in neuerer Zeit entstandenes Field Manual ist das 2006 veröffentlichte FM 3-24 Counterinsurgency, welches die neue Richtlinie der US Army für die Aufstandsbekämpfung (counterinsurgency) darstellt und federführend von Lieutenant General David H. Petraeus erstellt wurde.